# 3490 Šolc
3490 Šolc è un asteroide della fascia principale. Scoperto nel 1984, presenta un'orbita caratterizzata da un semiasse maggiore pari a 2,4025847 au e da un'eccentricità di 0,1159296, inclinata di 5,87730° rispetto all'eclittica.
Fa parte della famiglia di asteroidi Vesta.
L'asteroide è dedicato al fisico ceco Ivan Šolc.